# Giacomo Gianniotti
Giacomo Keaton Gianniotti (* 19. června 1989, Řím, Itálie) je italsko-kanadský herec. Proslavil se rolemi v seriálech Království (2013) a Případy detektiva Murdocha (2013–2014). V současné době hraje Dr. Andrewa DeLucu v seriálu stanice ABC Chirurgové.

## Životopis
Gianniotti se narodil Římě v Itálii. V mladém věku se svou rodinou emigroval do Toronta v Kanadě.
Navštěvoval střední školu na Kardinálské akademii umění v Torontu a poté absolvoval divadelní program na Humber College.

## Kariéra
V roce 2010 poprvé hrál na televizních obrazovkách hostující roli v italském seriálu Medicina Generale. V roce 2013 hrál hostující role v televizních seriálech Kráska a zvíře a Policajt.
V roce 2013 hrál vedlejší roli Lorda Juliena v první řadě seriálu Království. Roli Leslieho Garlanda hrál v několika dílech seriálu Případy detektiva Murdocha (2013–2014). Roli Freddyho hrál v seriálu Selfie (2014). V roce 2015 hrál v televizním filmu Tajný život Marilyn Monroe. V roce 2015 hrál ve čtyřech dílech seriálu Backpackers. V roce 2016 hrál ve filmu Barva vítězství.
V roce 2015 byl obsazen do role Dr. Andrew DeLuca v seriálu stanice ABC Chirurgové. Dne 8. ledna 2016 byla jeho postava povýšena na hlavní roli.

## Osobní život
Dne 25. listopadu 2017 se zasnoubil s maskérkou Nichole Gustafson. Dvojice se vzala dne 28. dubna 2019 v Itálii.

## Filmografie

### Film
| Rok  | Název           | Role        | Poznámky            |
| ---- | --------------- | ----------- | ------------------- |
| 2013 | Done            | John        | krátkometrážní film |
| 2014 | Still           | Jake        | krátkometrážní film |
| 2016 | Barva vítězství | Sam Stoller |                     |
| 2018 | Azzurro         | Claudio     |                     |
| 2018 | Edging          | Christopher |                     |
| 2018 | Acquainted      | Drew        |                     |

### Televize
| Rok        | Název                      | Role              | Poznámky                                                |
| ---------- | -------------------------- | ----------------- | ------------------------------------------------------- |
| 2010       | Medicina generale          | Alberto Talenti   | díl: „Separazioni“                                      |
| 2013       | Krása a zvíře              | Starostův poradce | díl: „Anniversary“                                      |
| 2013       | Policajt                   | Donovanův úředník | 3 díly                                                  |
| 2013       | Time Tremors               | Pan Vincent       | díl: „Facing the Fear“                                  |
| 2013       | Království                 | Lord Julien       | vedlejší role, 5 dílů                                   |
| 2013–2014  | Případy detektiva Murdocha | Leslie Garland    | vedlejší role, 9 dílů                                   |
| 2014       | Selfie                     | Freddy            | 9 dílů                                                  |
| 2015       | Backpackers                | Andrew            | 4 díly                                                  |
| 2015       | Tajný život Marilyn Monroe | Jimmy Dougherty   | TV film                                                 |
| 2015–dosud | Chirurgové                 | Dr. Andrew DeLuca | hostující role (11. řada), hlavní role (12. řada–dosud) |
| 2018       | Stanice 19                 | Dr. Andrew DeLuca | 2 díly                                                  |

### Videohry
| Rok  | Název                      | Role        | Poznámky |
| ---- | -------------------------- | ----------- | -------- |
| 2016 | Uncharted 4: A Thief's End | různé hlasy |          |